# うるま市立高江洲中学校
うるま市立高江洲中学校（うるましりつ たかえすちゅうがっこう）は、沖縄県うるま市にある市立中学校。

## 通学区域
高江洲小学校区全域、中原小学校区域の江洲・宮里地番

## 著名な出身者
- 座安琴希-バレーボール選手